# Willem Vermandere (album)
Willem Vermandere is een album van Willem Vermandere uit 1971. Het was zijn derde elpee. De plaat verscheen bij Decca. Op zijn eerste twee albums bracht Vermandere nog vooral teksten van anderen, die hij op muziek had gezet, maar vanaf dit album begon hij ook zelf teksten te schrijven. Met het nummer "Blanche en zijn peird" kende hij een eerste hitje.

## Nummers
Kant 1
1. "Blanche en zijn peird"
2. "Kasteel van schelpjes en zand"
3. "Geestelijke minneliedje"
4. "Piere de beeste"
5. "Mijne velo"

Kant 2
1. "Van mijn groot verstand"
2. "De zotte keunink"
3. "Gebed"
4. "Fredo en Marcello"
5. "Jezus op d'eerde"

## Begeleiding
Vermandere werd op het album begeleid door:
- Alfred Den Ouden: gitaar, mondharmonica
- Kristien Dehollander: viool
- Jan De Wilde: bas